# 체험학습
체험학습(體驗學習, 영어: experiential learning)은 교실 밖에서 체험을 중심로 이루어지는 학습이다. 이론보다 실제 현장에서의 체험 과정을 통해 학습이 이루어진다. 지방에 있는 친인척집에 머물며 현지학교를 다닐 수 있는 교육제도이다. 전학절차는 필요없지만 학기말에는 원래 다니던 학교로 돌아와야 한다. 출석상황이나 학습 결과는 현지학교 교사가 평가하여 원래 다니던 학교에 보내준다. 부모와 함께 국내의 여행을 다녀오거나 결혼, 생일, 제사 등 각종 가족행사에 참여해도 수업을 받은 것으로 인정해 준다. 기간은 1년 이내이며 횟수의 제한은 없다.